# Juana Díaz
Juana Díaz es un municipio de la región Sur del Estado Libre Asociado de Puerto Rico. Fundada en el 1798. También conocida como “La Ciudad del Maví” y “La Ciudad de los Reyes y los Poetas”.

## Datos generales
No existen datos históricos contemporáneos del origen del nombre, se cita la versión del gobierno sin que existan ni se citen fuentes correspondientes a su fundación.
Esta hermosa villa situada a la orilla del histórico Jacaguas, empezó su vida como aldea en el año 1582, según Fray Íñigo Abad y Lasierra. En aquella época no existía la propiedad privada y sí hatos autorizados por el real decreto cuya cabeza de esta estaba radicado en Coamo. En época anterior a dicha fecha esta región fue asolada por los indios Caribes en donde murieron muchos residentes de esta región, entre ellos el marido de Doña Juana Díaz.
A la muerte de su esposo esta se radicó en este lugar adquiriendo en usufructo este hato llamado Jacaguas en honor al cacique indio Jacaguax.
Esta señora era cabeza de familia quien cultivó este predio de terreno que constaba de 16 cuerdas.
El primer negocio que se estableció en esta región, fue la crianza de ganado vacuno y porcino y siembra de algunos frutos menores.
Estos terrenos no pertenecían a Doña Juana Díaz, por el hecho antes expuesto.
Al fundarse Juana Díaz como municipio en el año 1798 ya no existía esta buena dama y tampoco era recordada por los moradores de la región pero siempre se conservó su nombre porque ella fue la que primeramente administró el hato.
Para aquella época ya le llamaban a esta población el Versalles de Ponce; por sus verdes campiñas, frondosos árboles y lindos riachuelos que circulaban la región. Siempre llamó la atención al viajero su preciosa fuente.
El gobierno civil de este territorio quedó formalizado el 25 de abril de 1798. La parroquia fue fundada en el mes de marzo de 1798, siendo su primer organizador Don Tiburcio Rodríguez, parte de cuyos descendientes fueron a radicarse en el Barrio Collores.
Para esta época Juana Díaz contaba con alrededor de mil habitantes. Los Barrios de este nuevo municipio eran:
Al norte: Lomas Guayabal, Villalba Arriba, Villalba Abajo, Hato Puerto Arriba y Hato Puerto Abajo, Caonillas Arriba, Caonillas Abajo y Vacas.
Al sur: Amuelas, Sabana Llana, Cintrona, Capitanejo.
Al este: Tijeras, Río Cañas Arriba, Río Cañas Abajo, Emajagual.
Al oeste: Jacaguas, Cayabo, Collores.
Durante el siglo de 1800 se convirtió en gran productor de caña y se instalaron varios ingenios y molinos de caña produciendo mieles y azúcar. Estos eran: La Luciana, Cristina, Ponceña, Serrano, Amelia, Potala, Cintrona y Úrsula.
Al terminar el siglo, vino el cambio de soberanía, como resultado de la guerra hispanoamericana. Su primer alcalde fue Espartano Franceschi.
En el año 1917, se organizó la municipalidad de Villalba, pasando a su jurisdicción los barrios, Villalba Arriba y Villalba Abajo, Hato Puerco Arriba, Hato Puerco Abajo, Caonillas Arriba y Caonillas Abajo y Vacas.
Los que viven en Juana Díaz se conocen como juanadinos.
El patrón y parroquia son San Ramón Nonato.

## Geografía
Juana Díaz se encuentra en la zona sur central de Puerto Rico. 
Juana Díaz y pueblos limítrofes
El mapa presenta a Juana Díaz en el centro (color verde) y sus pueblos limítrofes. Juana Díaz está rodeado por Ponce al oeste, Jayuya y Orocovis por el norte, Villalba por el norte y este, Coamo y Santa Isabel por el este y el Mar Caribe por el sur. La zona urbana se encuentra centrada aproximadamente en las coordenadas 18.05°N y 66.50°O.
Hidrografía
Por el territorio de Juana Díaz cruzan varios ríos, entre ellos el río Inabón y el río Jacaguas, del cual obtiene Juana Díaz la frase "Ciudad del Jacaguas". Este río está represado por la Represa Guayabal entre Juana Díaz y Villalba. Entre los principales afluentes del río Jacaguas está el río Toa Vaca en Villalba, también represado. Ambos lagos son visibles en el mapa. El lago Toa Vaca provee agua potable a Juana Díaz, Ponce y otros pueblos.
Comunicaciones
Entre las vías de transporte más importantes se encuentran la Autopista Luis A. Ferré (PR-52) que comunica a Juana Díaz con Ponce y su aeropuerto en solo minutos y San Juan en poco más de una hora. Otras vías importantes son la carretera PR-14 que cruza la zona urbana en su ruta entre Ponce y Cayey, la carretera PR-149 desde Juana Díaz a Manatí en la costa norte a través de la Cordillera Central y pasando por Villalba y la PR-1 que va de Ponce a San Juan pasando por el barrio Pastillo en la costa sur de Juana Díaz.
Localizado en la costa sureste de la Isla; al sur de Villalba, al este de Ponce, al oeste de Coamo y Santa Isabel.

### Barrios
- Amuelas
- Callabo
- Capitanejo
- Cintrona
- Collores
- Emajagual
- Guayabal
- Jacaguas
- Juana Díaz barrio-pueblo
- Lomas
- Río Cañas Abajo
- Río Cañas Arriba
- Sabana Llana
- Tijeras
- Singapur
- Pastillo
- Pastillito Prieto

### Ríos
- Río Jacaguas
- Río Descalabrado
- Río Inabón
- Río Guayo
- Río Cañas